# Karl Mannheim
Karl Mannheim (madžarsko Károly Manheim), madžarski sociolog, * 27. marec 1893, Budimpešta, Ogrska (zdaj Madžarska), † 9. januar 1947, London, Združeno kraljestvo.
Karl Mannheim je bil nemški sociolog madžarskega rodu, dejaven v prvi polovici 20. stoletja. Velja za enega izmed ustanoviteljev klasične sociologije ter utemeljitelja sociologije znanosti. Najbolj je znan po svojem delu Ideologija in utopija (Ideologie und Utopie, 1929), v kateri je opredelil razliko med ideologijo kot sistemom za ohranitev starega sistema in utopijo, ki usmerja k spremembam obstoječega stanja. Argumentira tudi, da so ideologije prvine vsake družbe in da v vseh poskusih doseganja utopije te ideologije vplivajo na filozofske teorije in celo na zgodovino.

## Življenje
Mannheim se je rodil 27. marca 1893 v judovski družini madžarskemu očetu in nemški materi v Budimpešti. Po končani gimnaziji je študiral na tamkajšnji univerzi, kjer je tudi doktoriral iz filozofije. Študiral je tudi v Berlinu, Parizu, Freiburgu in Heidelbergu. Leta 1914 se je udeleževal predavanj Georga Simmla, Györgyja Lukácsa inEdmunda Husserla. Nanj sta kasneje vplivala tudi Karl Marx in Max Weber. Mannheimovo primarno zanimanje se je ves čas izmenjevalo med sociologijo in filozofijo. Leta 1921 se je poročil s psihologinjo »Julisko« Károlyné Langring, poznano tudi kot Julija Lang. 

## Kariera
V kratkem obdobju Madžarske sovjetske republike leta 1919 je zaradi pokroviteljstva njegovega prijatelja in mentorja Györgyja Lukácsa dobil položaj profesorja na pedagoški fakulteti. Po padcu vlade in vzponu Horthyja na položaj regenta Madžarske se je Mannheim preselil v Nemčijo, natančneje v Freiburg ter kasneje v Heidelberg. Po neuspešnem poskusu pridobitve sponzorstva je leta 1924 začel delati pod nemškim sociologom Alfredom Webrom, bratom bolj znanega sociologa Maxa Webra. Leta 1926 je učiteljski kolegij odobril njegovo habilitacijo (pravico do poučevanja na visokih šolah) ter s tem izpolnil vse pogoje za poučevanje sociologije v Heidelbergu. Med letoma 1929 in 1933 je delal kot profesor sociologije in politične ekonomije na Goethejevi univerzi v Frankfurtu. Leta 1929 je izdal svojo najpomembnejšo knjigo Ideologija in utopija (Ideologie und Utopie). V obdobju med 1930 do 1933 je zaposlil Norberta Eliasa in Hansa Gertha kot svoja asistenta. Medtem je Greta Kuckhoff, ki je kasneje postala pomembna oseba v Nemški demokratični republiki in je bila Mannheimova finančna asistentka v Frankfurtu, leta 1933 odšla študirat v London, kjer pa je tudi pripravila vse potrebno za Mannheimovo kasnejšo selitev. Leta 1933 je zaradi antisemitske zakonodaje novih, nacističnih oblasti pobegnil iz Nemčije in se ustalil v Britaniji, kjer je dobil službo kot predavatelj na Londonski ekonomski fakulteti (LSE). Leta 1941 mu je direktor Inštituta za šolstvo ponudil delo predavatelja sociologije na Univerzi v Londonu, katero je z veseljem sprejel. Tri leta kasneje (1944) je postal prvi profesor sociologije vse do smrti. V začetku leta 1947 je bil povabljen, da bi postal predsednik UNESCA, vendar je umrl 9. januarja 1947 v Londonu star 53 let še preden bi ponudbo lahko sprejel.

## Delovanje
Zaradi vseh intelektualnih in geografskih migracij, ki jih je Mannheim doživel, njegovo delovanje delimo na tri obdobja: 
Madžarsko (do 1919) 
Nemško (1919 – 1933) 
Britansko (1933 – 1947)

### Madžarsko obdobje (do 1919)
Kot »prezgodaj zrel« učitelj je bil Mannheim član dveh vplivnih krogov izobražencev v Budimpešti. Bil je najmlajši soustanovitelj kroga Sonntagskreis (Nedeljski krog). V krogu, ki je bil ustanovljen leta 1915 so skupaj z Belo Balazsom, Lajos Fulepom in Györgyem Lukácsom razpravljali o mnogih filozofskih in literarnih temah, kot na primer o novelah Fjodorja Dostojevskega in delih nemške mistike. Drugi krog izobražencev je bila Družba za socialno znanost, ki jo je ustanovil Oszkar Jaszi leta 1919. Tu so se zanimali za vsa francoska in angleška sociološka knjižna dela. Mannheimova dela v tem času, še posebej njegova doktorska dizertacija z naslovom Strukturna analiza epistemologije, odražajo njegovo življenjsko iskanje sinteze (sožitja) med temi miselnimi tokovi.

### Nemško obdobje (1919 – 1933)
V tem obdobju, ki velja za njegovo najproduktivnejše, je svoje zanimanje preusmeril iz filozofije v sociologijo, s poudarkom na koreninah kulture. V prvih letih v Nemčiji je izdal svojo drugo doktorsko dizertacijo z naslovom Strukturna epistemologija znanja, v kateri razlaga teorijo strukture epistemologije, relacijo med vedočim, znanim in neznanim, kar po njegovem mnenju temelji na psihologiji, logiki in ontologiji. Njegovi eseji o sociologiji znanja so postali klasika. Leta 1929 je izdal svoje najpomembnejše delo Ideologija in utopija, v katerem se je spraševal zakaj se človek obnaša drugače v različnih socialnih skupinah in družbenih razredih. S tem je njegov prispevek sociologiji bolj odpiral socialno kot sociološko problematiko. V ostalih delih tega obdobja se je osredotočal na družbeno stabilnost, razrede in psihološke razlike med njimi, ki vodijo do različnega socialnega statusa in hierarhije v družbi. Po njegovem mnenju je bila javnost temeljna in bistvena za demokratično družbo, pri čemer naj bi več različnih ideologij skrbelo za ohranitev demokracije.

### Britansko obdobje (1933 – 1947)
V zadnjem obdobju v Veliki Britaniji je Mannheim poskušal ustvariti razumljivo analizo hierarhije moderne družbe z vidika demokracije in šolstva. Njegovo delo so zato bolj cenili učitelji, socialni delavci in teologi, kot pa majhna skupnost britanskih sociologov. Njegove knjige tega obdobja pa so igrale pomembno vlogo v političnih debatah v prvih povojnih letih v ZDA in nekaterih evropskih državah.

## Zapuščina
Njegovo delo Ideologija in utopija je že v prvih letih po izdaji pritegnilo veliko pozornosti. Postalo je celo najbolj popularno sociološko delo še živega avtorja v Wiemarski republiki. Vplivalo je tudi na mnoge kasnejše izobražence in sociologe: Hannah Arendt, Max Horkheimer, Herbert Marcuse, Paul Tillich, idr. Angleški prevod Ideologije in utopije (1936) je bil kasneje standard v mednarodni akademski filozofiji, še posebej zaradi velikega zanimanja v ZDA. Poleg tega je napisal tudi okoli 50 obširnejših esejev in razprav, ki so bili kasneje objavljeni v knjižni obliki. Njegovo sociološko teoretiziranje pa je bilo tema številnih obsežnih študij in razprav, kar kaže na mednarodno zanimanje za njegove najpomembnejše teme.

## Dela

#### Dela v nemščini:
- Die Strukturanalyse der Erkenntnistheorie (1922)
- Konservatismus (1925)
- Ideologie und Utopie (1929)
- Die Gegenwartsaufgaben der Soziologie (1932)
- Mensch und Gesellschaft im Zeitalter des Umbaus (1935)
- Wissenssoziologie (1935) 
- Strukturen des Denkens (1980 izdano, napisano med 1922 in 1924)

#### Dela, prevedena v angleščino:
- Ideology and Utopia (1936)
- Man and Society in an Age of Reconstruction. (1940) 
- Freedom, Power, and Democratic Planning (1950) 
- Structures of Thinking (1980)
- Conservatism. A Contribution to the Sociology of Knowledge (1986)
- Sociology as Political Education (2001)

#### Dela, prevedena v slovenščino:
Nobeno Mannheimovo delo ni v celoti prevedeno v slovenščino. Preveden je le odlomek iz dela Ideološka in sociološka interpretacija duhovnih tvorb, ki ga lahko zasledimo v zborniku Znanost v družbenovrednotnem svetu. (Kirn, A., idr. 1991, Znanost v družbenovrednotnem svetu: zbornik. - str. 27-43. Ljubljana: Delavska enotnost.).